# Marco de la O
Marco de la O es un actor mexicano, mejor conocido por el papel principal de Joaquín "El Chapo" Guzmán en la serie de televisión de Netflix y Univision El Chapo .   Protagonizó junto a Sylvester Stallone Rambo: Last Blood en el 2019. Protagonizó un papel principal junto a Paulina Dávila y Mauricio Ochmann en la serie de televisión limitada R, una empresa conjunta entre Viacom International y la distribuidora en español Clarovideo a mediados de 2020. Está previsto que protagonice la segunda temporada de Falsa Identidad junto a Camila Sodi, Luis Ernesto Franco, Eduardo Yañez y Sonya Smith a finales de 2020.

## Televisión seleccionada
- Tanto amor (2015)
- Un día cualquiera (2016)
- El Chapo (2017-2018)[5][6]
- Falsa Identidad (2020-2021)[7][8]
- Pacto de sangre (2023) [9]

## Filmes seleccionados
- Rambo: Last Blood (2019) como Manuel[10]
- Mete miedo (2022) como Ángel Pierri[11]